# À rebours
À rebours est un roman de Joris-Karl Huysmans paru en 1884. La particularité de ce roman est qu'il ne s'y passe presque rien : la narration se concentre essentiellement sur le personnage principal, Jean des Esseintes, un antihéros maladif, esthète et excentrique, et constitue une sorte de catalogue de ses goûts et dégoûts.

## Introduction
On considère cet ouvrage comme un manifeste de l'esprit décadent qui prend forme dans les dernières années du XIXe siècle. Des Esseintes préfère les ouvrages de l'Antiquité tardive aux auteurs classiques ; Verlaine, Baudelaire, Corbière, Mallarmé (que l'ouvrage contribua à lancer dans le monde littéraire) sont ses poètes favoris. Chez les romanciers, il fait l'éloge de Poe, du Salammbô de Flaubert, et surtout de Villiers de l'Isle-Adam et de Barbey d'Aurevilly.
À rebours a contribué à éloigner Huysmans du naturalisme de Zola : la plupart des thèmes présents dans l'œuvre sont ou seront associés à l'esthétique symboliste. Des Esseintes apparaît comme l'archétype du jeune homme européen atteint du « mal du siècle » : on peut dire que l'auteur voit dans la décadence un dépassement à la fois du romantisme et du naturalisme.

## Résumé
L'intrigue est réduite à sa plus simple expression. L'antihéros, Jean des Esseintes, après une vie agitée pendant laquelle il a fait l'expérience de tout ce que pouvait lui offrir la société de son temps, se retire dans un pavillon, à Fontenay-aux-Roses, dans lequel il réunit les ouvrages les plus précieux à ses yeux, les objets les plus rares, pour se consacrer à l'oisiveté et à l'étude, vit au milieu de l'artifice et de l'art, cherchant à transcender son siècle et à tuer son ennui en s'enfermant dans une « thébaïde raffinée », dans un monde idéal où triompheraient la jouissance esthétique et l'illusion, substituant le rêve de la réalité à la réalité même. De l'ensemble de la littérature française et latine, il ne retient qu'un petit nombre d'auteurs qui le satisfont. Il admire les tableaux de Gustave Moreau, les œuvres d'Odilon Redon, crée des parfums raffinés (les descriptions d’odeurs sont d’ailleurs omniprésentes dans le roman), un jardin de fleurs vénéneuses, et se fait le disciple désabusé de Schopenhauer… L'anecdote de la tortue constitue à de nombreux égards une métaphore de la destinée du héros : il fait incruster dans la carapace de l'animal des pierres précieuses, mais celui-ci meurt sous le poids des joyaux. 
Finalement, Jean des Esseintes, gagné toujours par une noire mélancolie, ne parvient pas à sortir de son taedium vitae ; après quelque temps, il doit renoncer à cette vie et rentrer à Paris.
Le roman manifeste d'ailleurs déjà l'intérêt de Huysmans pour le catholicisme, au travers des préoccupations métaphysiques de son personnage et de son attirance vers la foi.  

### Chapitre XII
De retour de Paris, Des Esseintes vérifie l'état de ses livres, tous précieux, réalisés à sa demande, imprimés pour certains avec des caractères de civilité à l'ancienne imprimerie Enschedé de Haarlem, sur papiers spéciaux, et reliés par Trautz-Bauzonnet, Chambolle ou les successeurs de Capé.
Après les ouvrages occultes d'Archélaüs, Albert le Grand, Lulle et Arnaud de Villanova, il consulte un magnifique livre de Baudelaire, un auteur qu'il vénère pour avoir le premier exploré l'âme vieillissante, celle qui, malmenée par ses réflexions, outrée par la charité, a délaissé les enthousiasmes et les croyances pour les souvenirs et les impressions, se réfugiant dans les stupéfiants et des amours déséquilibrées et caressantes qui évoquent l'inceste.
À Rabelais, Molière, Voltaire, Rousseau et Diderot, il préfère Villon, d'Aubigné, Bourdaloue, Bossuet, Nicole et Pascal. 
La littérature catholique du XIXe siècle se restreint selon lui aux sujets abstraits et au style de Bossuet. Déçu par les autrices catholiques féminines Sophie Swetchine, Madame Augustus Craven et Eugénie de Guérin, il s'était tourné sans succès vers les grisailles impersonnelles des hommes d'Église Dupanloup, Landriot, La Bouillerie, Gaume, Dom Guéranger, Ratisbonne, Freppel, Perraud, Ravignan, Gratry, Olivaint et Didon. 
Lacordaire parvient dans ses Conférences de Notre-Dame à rajeunir l'art de l'éloquence sacrée, et adopte dans ses correspondances un ton paternel unique parmi la littérature cléricale. Lui et son élève Perreyve sont les seuls ecclésiastiques à avoir une individualité quelconque.
Chez les catholiques séculiers, le comte de Falloux, dans ses articles pour Le Correspondant, exerce sa logique retorse contre les franches attaques de Veuillot, le directeur du journal L'Univers. Le premier défend, avec Montalembert, Broglie et Cochin, les thèses du catholicisme libéral, tandis que le second, polémiste redoutable mais médiocre écrivain, représente le courant ultramontain et absolutiste.
Plus grave, Frédéric Ozanam surprend Des Esseintes par l'aplomb avec lequel il déforme les événements, et l'ardeur qu'il met à défendre le Vatican, indéfectiblement. Alfred Nettement, qui apprécie le style de Mürger, compare Laprade à Hugo, blâme Delacroix, et exalte Paul Delaroche et Jean Reboul, le consterne par ses jugements artistiques et son style emprunté.
Les ouvrages de Poujoulat, Genoude, Carné et Henry Cochin ne lui plaisent guère ; ceux de Pontmartin, Féval, Lasserre, Lamennais, et ceux du pompeusement vide Joseph de Maistre, pas du tout. Le solitaire Ernest Hello, qui fut influencé un temps par Pascal, malgré son style déséquilibré, est un fin psychologue, s'inspirant pour ses inventives associations d'idées de l'étymologie, doublé d'un prophète biblique amer et intolérant ; il a également traduit Angèle de Foligno et Jan Van Ruysbroeck.

### Chapitre XIV
Rongé par ses maux d'estomac, Des Esseintes range les œuvres laïques et contemporaines de sa bibliothèque. 
Son amour pour Balzac et La Comédie humaine, et pour le réalisme en général, est mort. Viennent trois maîtres de la littérature française : Flaubert, dont il préfère La Tentation de saint Antoine et Salammbô à L'Éducation sentimentale ; puis Goncourt, dont il préfère La Faustin à Germinie Lacerteux ; enfin Zola, dont il préfère La Faute de l'abbé Mouret à L'Assommoir.
Après ces maîtres, auxquels il ajoute Baudelaire déjà traité au chapitre XII, viennent les écrivains subalternes, moins parfaits mais plus acides : les poètes Verlaine, dont il préfère La Bonne Chanson, les Fêtes galantes, Romances sans paroles et Sagesse aux Poèmes saturniens ; puis Tristan Corbière et son recueil Les Amours jaunes, ainsi que Théodore Hannon. 
Toutefois, Des Esseintes n'apprécie plus les œuvres de Leconte de Lisle et de Théophile Gautier, jugées admirables mais superficielles comme celle d'Hugo, dans laquelle il distingue Les Chansons des rues et des bois. À l'inverse, les analyses de Stendhal et Duranty lui semblent valables, mais leur style incolore.
Il trouve ces deux qualités réunies chez Poe qu'il compare à Baudelaire, opposant les amours chastes et érudites du premier, incarnées dans Morella et Ligeia, à celles, iniques et cruelles, du second. Seul à paraître savoureux après Poe, souvent moins horrible, Villiers de L'Isle-Adam avec ses Contes cruels, notamment Véra et Les Demoiselles de Bienfilâtre, la nouvelle Claire Lenoir du recueil Tribulat Bonhomet, et son Isis, le réjouit par ses hallucinations célestes ainsi que son humour noir à la Swift, qu'en France seul Charles Cros  a su approcher, le style en moins.
Mallarmé, dont il possède un exemplaire unique, imprimé sur parchemin, des pièces parues dans l'anthologie Le Parnasse contemporain, l'ensorcelle avec Hérodiade et L'Après-midi d'un faune, où les adjectifs qualificatifs sont synthétisés en de lointaines analogies, et suggérés dans l'esprit du lecteur qui en a décrypté le symbole.
Enfin une anthologie personnelle du poème en prose, son genre littéraire favori qui extrait le suc du roman, comprend des extraits de Gaspard de la nuit d'Aloysius Bertrand, du Livre de Jade de Judith Gautier, le Vox Populi de Villiers de L'Isle-Adam et certains poèmes rares de Mallarmé, recueillis depuis dans Divagations.
En assimilant les formules hermétiques de Mallarmé aux énigmatiques expressions de Boniface de Mayence et d'Aldhelm, écrites dans un latin tardif, Des Esseintes pressent que la langue française entre en agonie, la décadence de sa littérature s'étant en Mallarmé si exquisément incarnée. Sa bibliothèque est donc probablement complète.

## Réception
Oscar Wilde, par la voix de Dorian Gray, définit le mieux cet ouvrage : « Il s’y trouvait des métaphores aussi monstrueuses que des orchidées et aussi subtiles de couleurs. La vie des sens y était décrite dans des termes de philosophie mystique. On ne savait plus par instants si on lisait les extases spirituelles d’un saint du Moyen Âge ou les confessions morbides d’un pécheur moderne. C’était un livre empoisonné. »
En publiant À rebours en 1884, Huysmans rompt brutalement avec l'esthétique naturaliste. Les « tendances vers l'artifice » de son héros, des Esseintes, son rejet de la modernité, ses goûts décadents, ses manières de dandy excentrique et ses caprices d’esthète enthousiasmeront les lecteurs et en particulier la « jeunesse artiste » qui se reconnut dans l’esthétique fin de siècle créée par Huysmans, lequel avait su faire la synthèse des influences morbides de Baudelaire ou d’Edgar Poe, des propensions au rêve exprimées par les poèmes de Stéphane Mallarmé ou les tableaux de Gustave Moreau, et du réalisme exigeant des œuvres de la littérature latine de l’époque de la décadence romaine.
À rebours reste une œuvre à part dans l’histoire de la littérature et une expérience romanesque jamais réitérée par son auteur. C'est un roman total intégrant au cœur de la narration romanesque des réflexions sur l’art et la littérature, qui, suivant la pensée de Pascal, s'affirme nécessairement contre le goût des multitudes (« d'incompréhensibles succès lui avaient à jamais gâté des tableaux et des livres chers ; devant l'approbation des suffrages, il finissait par leur découvrir d'imperceptibles tares et il les rejetait, se demandant si son flair ne s'appointait pas, ne se dupait point »). Le livre fait aussi étalage du cynisme de Huysmans (« Fais aux autres ce que tu ne veux pas qu'ils te fassent ; avec cette maxime tu iras loin »). C'est le château de Lourps que lui avait fait découvrir son ami Louis Félix Bescherer qui sert de cadre à l'ouverture du roman.
En cherchant à ouvrir, par ce roman, une voie nouvelle dans la littérature pour échapper à l’impasse du naturalisme, Huysmans en vient à s’interroger personnellement sur la question de la foi. En effet, le roman se termine sur ces mots :
« Seigneur, prenez pitié du chrétien qui doute, de l'incrédule qui voudrait croire, du forçat de la vie qui s'embarque seul, dans la nuit, sous un firmament que n'éclairent plus les consolants fanaux du vieil espoir ! »

## Postérité
- À rebours est l'une des nombreuses sources du roman d'Oscar Wilde, Le Portrait de Dorian Gray. En effet, Dorian y lit un livre à reliure jaune, dont on ne connaît pas le titre, qui influence profondément sa vision du monde. Wilde écrivit par ailleurs que l'idée d'écrire Le Portrait lui était venue d'À rebours.
- À rebours était un des livres favoris de Serge Gainsbourg, son modèle, sa référence, il pouvait en réciter des passages entiers. Il s'en inspira pour l'écriture de son œuvre littéraire Evguénie Sokolov, parmi d'autres œuvres, comme il le dit lui-même dans une interview.
- Ventriloquio (1973), un court-métrage du cinéaste italien Carmelo Bene est adapté de plusieurs chapitres du roman.
- Pete Doherty nomma l'une de ses chansons À rebours en raison de ce livre.
- Ce roman imagine l'orgue à parfums, idée qui sera concrétisée par la suite[3].
- À rebours est également l'œuvre préférée du héros de Soumission, de Michel Houellebecq.